# The Classic Symptoms of a Broken Spirit
The Classic Symptoms of a Broken Spirit è il decimo album in studio del gruppo musicale britannico Architects, pubblicato il 21 ottobre 2022 dalla Epitaph Records.

## Tracce
Testi di Dan Searle, musiche degli Architects.
1. Deep Fake – 3:33
2. Tear Gas – 4:17
3. Spit the Bone – 3:32
4. Burn Down My House – 4:19
5. Living Is Killing Us – 3:41
6. When We Were Young – 3:13
7. Doomscrolling – 4:21
8. Born Again Pessimist – 3:31
9. A New Moral Low Ground – 3:31
10. All the Love in the World – 4:01
11. Be Very Afraid – 4:20

## Formazione
Gruppo
- Sam Carter – voce, percussioni
- Dan Searle – batteria, tastiera
- Josh Middleton – chitarra, voce, tastiera
- Alex Dean – basso, tastiera
- Adam Christianson – chitarra

Altri musicisti
- Choir Noir – coro

Produzione
- Dan Searle – produzione, produzione e ingegneria parti vocali
- Josh Middleton – produzione
- Peter Miles – produzione aggiuntiva, ingegneria batteria e coro
- Sam Carter – produzione aggiuntiva
- Zakk Cervini – missaggio
- Nik Trekov – assistenza al missaggio
- Justin Shturtz – mastering
- Ted Jensen – mastering aggiuntivo
- Jamie Finch – produzione aggiuntiva (traccia 5)